# Acropteris rectinervata
Acropteris rectinervata es una especie de polilla del género Acropteris, familia Uraniidae.
Fue descrita científicamente por Guenée.

## Distribución
Se encuentra en la cordillera del Himalaya y en Sondalandia.